# Hadi Hobeich
 (juillet 2012).
Si vous disposez d'ouvrages ou d'articles de référence ou si vous connaissez des sites web de qualité traitant du thème abordé ici, merci de compléter l'article en donnant les références utiles à sa vérifiabilité et en les liant à la section « Notes et références ».
Hadi Hobeich né le 1er juillet 1974 à Al Qoubaiyat est un homme politique libanais, député de la circonscription du Akkar depuis 2005. Il est membre du bureau politique du courant du Futur, présidé par Saad Hariri.

## Biographie
Hadi Hobeich est né dans une famille noble maronite du Akkar, il est le fils de Faouzi Hobeich, ancien député et ministre de la culture, et de Thérèse Daher. Le couple a eu deux autres enfants : Ziad et Lina. Il passe sa scolarité chez les jésuites, au collège des Rosaires à Louaizeh, Kesrouan. Étudiant à l'université de la Sagesse, il y obtient une maîtrise de droit en 1997 et s'investit pendant sa scolarité dans le syndicalisme étudiant.
Il fonde son propre cabinet d'avocats[Quand ?] tout en accompagnant la carrière politique de son père. En 2006, il épouse Cynthia Karkafi, fille d'un haut fonctionnaire public de Ghabat et avec laquelle il a 3 enfants : Christina, Tiffany et Charbel.
En 2004, il s'implique pour la première fois en politique lors des élections municipales d'Al Qoubaiyat, la plus grande ville maronite du Akkar, et remporte les élections contre la liste du député et ancien ministre Mikhael Daher. Il est élu député maronite du Akkar en 2005, sur la liste de l'Alliance du 14 Mars, battant à nouveau Daher. Il intègre le bloc du Courant du Futur et devient membre de la commission parlementaire de l'administration et de la justice.
En 2009, il est réélu député de la circonscription du Akkar, avec 63.1 % des votes aux Élections législatives libanaises de 2009. En 2010, il remporte à nouveau les élections municipales face au Courant patriotique libre à qui il inflige une lourde défaite.